# 칼리아리 대학교
칼리아리 대학교(이탈리아어: Università degli Studi di Cagliari)는 이탈리아 사르데냐주 칼리아리에 위치한 공립 연구 대학이다. 1606년에 설립되었으며 11개 학부로 구성되어 있다.

## 같이 보기
- 국제 의학 입학 시험
- 지속적으로 운영되고 있는 가장 오래된 대학 목록